# 鴨涌河

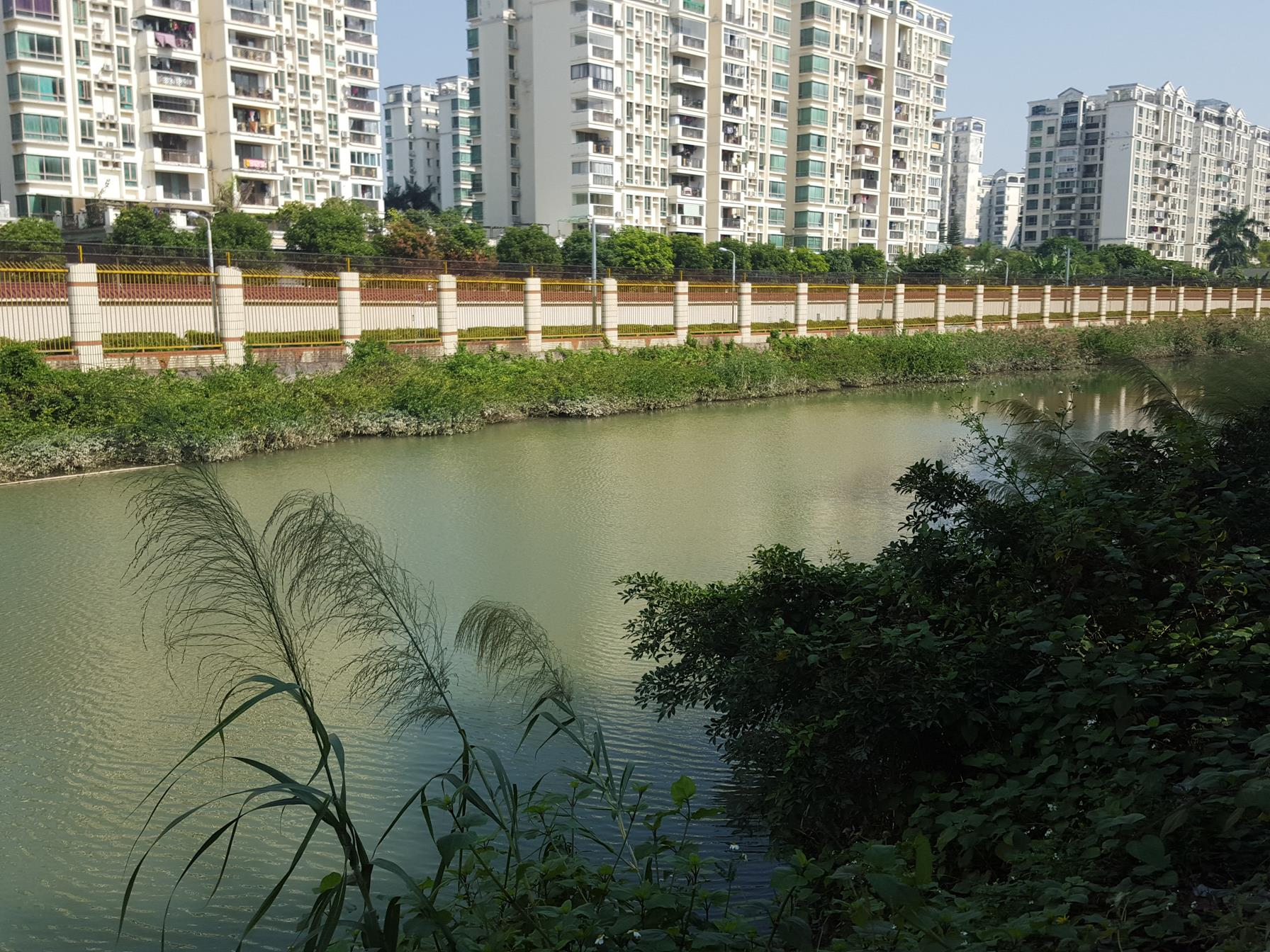
現時的鴨涌河

鴨涌河（葡萄牙語：Canal dos Patos），又稱鴨涌運河，是一條位於澳門和中國大陸（廣東省）的人工河。發源於澳門半島關閘，最後進入澳門青洲西岸附近的內港。
澳門本無天然的河流，而鴨涌河在古時並不存在，但於1970年代後期，珠海方面不斷填海，故此做成一條狹窄的人工河道，形成今日的鴨涌河。
2019年，鴨涌河的部分路段因青茂口岸工程而被填平。

## 地理
鴨涌河起源澳門半島北面與珠海市的邊界，也就是關閘和拱北口岸之間一帶，流經鴨涌河公園（澳門）、粵海國際花園（珠海）、青洲坊（澳門）和澳珠在茂盛圍的口岸：跨境工業區邊檢大樓，最後在青洲西南岸流入內港。
為了防止內地居民偷渡進入澳門，在澳門一方除了茂盛圍以南的青洲西岸路段外，在河邊都設有鐵絲網以及哨站，而珠海方面則沿河都設置相關設施。